# Clan Dulo

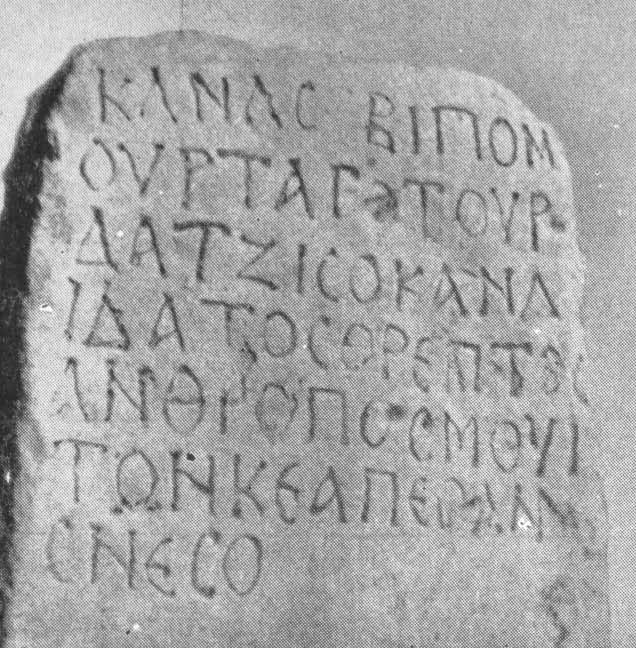
Kanas (Knyaz) Omurtag

El clan Dulo o la Casa de Dulo fue el nombre de la dinastía reinante de los primeros búlgaros.
Kubrat, fundador de la Primitiva Gran Bulgaria, pertenecía a esta familia, así como sus hijos Batbayan, Kuber y Asparuh, el último de los cuales fundó la Bulgaria del Danubio.
En la Nominalia de los kanes (Knyazes)  de Bulgaria —una genealogía posterior— se afirma que el clan Dulo era descendiente de Atila el Huno. Ya que Kubrat es mencionado en las inscripciones de Orjón y según Juan de Nikiû "Quetrades" es, en realidad Kubrat, también es probable que estuvieran relacionados con el clan Ashina adoptando su Tamga, aunque parece que el clan Dulo no sólo se separó del clan real Ashina y llegó a oponerse totalmente a ella, manifestándose en oposición al Jaganato jázaro encabezado por un jagan ashina, sino que tampoco llegaron a utilizar su nombre. El nombre del clan Dulo desciende de Dulo (Tiele) grupo tribal, y la oposición Dulo/Ashina fue la principal causa de los conflictos étnicos que quebró el jaganato turco, y poco después el jaganato turco occidental, dando lugar a la creación de la Gran Bulgaria, y la aparición de la Bulgaria de Danubio, la Bulgaria del Volga y el Jaganato de Rus en los inicios del año 800.
Dulo Hill en la Península Byers de la Isla Livingston (Islas Shetland del Sur, Antártida) recibe ese nombre en honor de dicha dinastía gobernante búlgara.

## Tamga
El tridente tamga del clan Dulo es el tamga del clan Ashina, un tridente posterior se encontró en el escudo de armas de las dinastías de Bulgaria y Rus adoptado como el símbolo nacional de Ucrania y Crimea.
 La roseta di Pliska.
Signno IYI es un típico Dulo.

## Dinastía Dulo en los Balcanes
Gobernantes de la Bulgaria del Danubio de la dinastía Dulo:
- Asparuh
- Tervel
- Kormesiy
- Sevar
- Krum
- Omurtag
- Malamir
- Presian
- Boris
- Simeón I el Grande
- Pedro I
- Boris II
- Romano